# Leonardo Marin
Leonardo Marin (Venezia, 23 febbraio 2002) è un rugbista a 15 italiano, mediano d'apertura del Benetton.

## Biografia
Veneziano di Mestre, Marin è cresciuto nel Mogliano e, a seguire, è entrato nell'accademia federale FIR nel 2020; nella stagione seguente è stato ingaggiato dal Benetton, per partecipare alla prima stagione di United Rugby Championship.
Esordiente in URC contro gli Stormers, fu decisivo poche settimane dopo contro Edimburgo grazie a un drop con cui assicurò la vittoria alla squadra trevigiana.
Ha esordito in nazionale a Saint-Denis nel corso dell'incontro del Sei Nazioni 2022 contro la Francia.